# 61Y busz (Pécs)
A pécsi 61Y jelzésű autóbusz a 61-es járat betétjárata volt Kertváros autóbusz-állomás és a Malomvölgyi úti lakótelep kapcsolatán kívül a régi málomi falut kapcsolta be a város vérkeringésébe. Ahogy a 61-es így ez a járat sem valami hosszú, 7 perc alatt teszi meg a 2,7 km-es távot. Csak tanítási időben reggel volt egy indulása.

## Története
Málomba már a mai 61Y járat előtt is közlekedett helyi járat 38-as jelzéssel. A 38-as buszok az Autóbusz-állomásról indultak, majd az Árnyas út – Krisztina tér – Várkonyi utca útvonalon értek el a málomi városrészt. Egy idei Kökényig közlekedtek. 1987. január 1-jétől új számozási rendszer keretén belül 63-as jelzést kapott. Ez a járat 1993-ban megszűnt.
A 61Y járat 1994. szeptember 1-jén indult újra a Nevelési központtól. 2006. szeptember 1-jétől a járat végállomása megváltozott, az összevont kertvárosi végállomásra került, amely a Sztárai Mihály úton található.
2016 szeptemberétől újra közlekedik korábbi útvonalán, de csak a Malomvölgyi út irányában.
2018 szeptemberétől nem közlekedik.

## Útvonala
| Kertváros → Málom → Malomhegyi út                                                                       |
| --- |
| Kertváros – Sztárai Mihály út – Nagy Imre út – Malomvölgyi út – Felső utca – Alsó utca – Malomvölgyi út |

## Megállóhelyei
| 61Y (Kertváros → Málom → Malomvölgyi út) |                           | |                                                                              |
| Perc (↓)                                 | Megállóhely               | Átszállási kapcsolatok a járat megszűnésekor                                                                 | Létesítmények                                                                |
| 0                                        | Kertváros végállomás      | |                                                                              |
| 2                                        | Csontváry utca            | 1, 3, 3E, 6, 6E, 7, 7Y, 23, 23Y, 24, 55, 60, 60A, 61, 62, 103, 107E, 121, 122, 123, 123Y, 124, 130, 142, 155 | Apáczai Csere János Nevelési Központ                                         |
| 4                                        | Málom italbolt            | 7Y | Simonyi Károly Szakközépiskola és Szakiskola                                 |
| 5                                        | Málom tejcsarnok          | 7Y |                                                                              |
| 7                                        | Malomvölgyi út végállomás | 1, 7, 7Y, 61, 107E                                                                                           | Baptista Szeretetszolgálat Szeretetotthona, kis gyaloglással: Malomvölgyi-tó |